# Roger Rosenblatt
Roger Rosenblatt (n. 1940, SUA) este un scriitor american. A lucrat o lungă perioadă de timp ca eseist la revista Time și la PBS NewsHour. El scrie cărți și este profesor de limba și literatura engleză la Universitatea Stony Brook.

## Cariera
Roger Rosenblatt a început să scrie într-un mod profesionist în jur vârstei de 30 de ani, când a devenit redactor literar și editorialist pentru The New Republic. Înainte de asta, el a predat la Harvard, unde a obținut doctoratul. În anii 1965-1966 a fost bursier Fulbright în Irlanda. La vârsta de 25 de ani, el a devenit director al departamentului de scriitori debutanți de la Harvard. La vârsta de 28 de ani, a fost numit profesor de literatură și mai  târziu, decan al Dunster House. La vârsta de 29 de ani era cel mai tânăr decan din istoria universității Harvard. La Harvard, în afară de scriere creativă, el a predat teatru irlandez, poezie modernă și primul curs de literatură afro-americană al universității. În 2005, el era profesor la Harvard. În 2008 a fost numit profesor de limba engleză și scriere creativă la Universitatea Stony Brook, unde predă în prezent. În 2009, el a fost selectat ca unul dintre cei trei finaliști pentru premiul Robert Cherry, decernat celui mai bun profesor universitar din țară. Șapte universități i-au acordat titluri de doctor honoris causa.
Înainte de a se dedica doar activității literare, el a fost editorialist la The Washington Post, timp în care Washingtonian Magazine l-a numit cel mai bun editorialist din Washington, și eseist la NewsHour de la PBS. Împreună cu Jim Lehrer și Robert MacNeil, el a creat primul eseuri realizate vreodată la televiziune. În 1979, el a devenit eseist la revista Time, un post pe care l-a deținut până în 2006. El a continuat să realizeze eseuri TV pentru NewsHour până în același an. Eseurile sale pentru Time i-au adus două premii George Polk, premii din partea Overseas Press Club, American Bar Association și al altor organizații. Eseurile de la NewsHour i-au adus premii Peabody și Emmy. Eseul său de pe coperta revistei Time, „A Letter to the Year 2086”, a fost ales pentru capsula timpului plasată în interiorul Statuii Libertății, cu prilejul centenarului ei.
El este autorul a 18 cărți, care au fost publicate în 14 limbi. Printre acestea se află bestsellerul național Rules for Aging; trei colecții de eseuri; și Children of War, care a câștigat Premiul de carte Robert F. Kennedy și a fost finalist la Premiul National Book Critics Circle.
El a scris șase piese de teatru off-Broadway, inclusiv Ashley Montana Goes Ashore in the Caicos și The Oldsmobiles, ambele reprezentate de The Flea Theater. Spectacolul său comic Free Speech in America, care a fost reprezentat la The Americani Place Theater, a fost citat de New York Times ca fiind una dintre cele mai bune 10 piese din 1991.
El a susținut într-un articol publicat în 1999 în revista TIME că armele ar trebui să fie interzise.

## Cărți
- Black Fiction—1974
- Children of War—1983
- Witness: The World Since Hiroshima—1985
- Life Itself: Abortion in the American Mind—1992
- The Man In The Water—1994
- Coming Apart: A Memoir of the Harvard Wars of 1969—1997
- Consuming Desires: Consumption, Culture and the Pursuit of Happiness—1999
- Rules for Aging—2000
- Where We Stand: 30 Reasons for Loving Our Country—2002
- Anything Can Happen—2004
- Lapham Rising—2006
- Beet - 2008
- Making Toast—2010
- Unless it Moves the Human Heart: The Art and Craft of Writing—2011
- Kayak Morning—2012
- The Boy Detective: A New York Childhood—2013
- The Book of Love—2015
- Thomas Murphy—2016